# عبد الله مال الله (لاعب كرة قدم مواليد 1998)
عبد الله مال الله (بالإنجليزية: Abdullah Malallah)‏ (مواليد 1 أبريل 1998) هو لاعب كرة قدم إماراتي ، يجيد اللعب كمهاجم. 
لعب سابقاً في نادي الوصل ونادي حتا ونادي مصفوت.

## روابط خارجية
- عبد الله مال الله (لاعب كرة قدم مواليد 1998) على موقع Soccerway.com (الإنجليزية)